# Ларус
Ларус (на английски: Larrousse) е състезателен отбор от Формула 1, основан от Дидие Калмелс и бившия пилот Жерар Ларус, като оригиналното име на отбора е Ларус и Калмелс. Базиран е в Антони, в северната част на Париж. Отбора се състезава през периода от 1987 до 1994. След напускането на Калмелс е преименуван на Ларус. Най-доброто класиране на отбора е 3-то място в Япония, постигнато от Агури Сузуки.

## Шасита Лола (1987 – 1991)

### 1987
Отбора използва шаси на Лола (LC87), конструирано от Ерик Бродли и Ралф Белами. Двигателя е Косуърт DFZ V8, и отбора се включва в подкатегорията на Формула 1 за коли с атмосферни двигатели заедно с Тирел, Марч и AGS. За 1987 Ларус прави своя дебют с един болид в Сан Марино с Филип Алио. Французинът взима точки в Германия, Испания и Мексико като финишира на 9-а позиция с 3 точки. Впоследствие Яник Далмас кара втория болид на Ларус за последните 3 състезания, макар че в Австралия неговия болид не е в списъка за участващите за този сезон. Там той финишира на 5-а позиция.

### 1988
За сезон 1988 болидът LC88 е конструиран за Алио и Далмас, които участват за втори сезон в тима. Френския отбор не взима точки след като са близо в зоната на точките. Далмас на два пъти финишира 7-и в Монако и Детройт. Впоследствие Ларус сключва договор с Ламборгини да захранват техните болиди за 1989. В септември 1988 привличат френския дизайнер Жерар Дюкаруж, но в пролетта на 1989 Калмелс принудително трябва да напусне отбора след обвинение в убийството на съпругата си. В резултат на всичко това тима е преименуван като Ларус от 1989.

### 1989
За сезон 1989 Алио остава в отбора, но Далмас, който се разболява от легионелоза е освободен след ГП на Канада. Неговото място се заема от дебютанта Ерик Бернар, заменен по-късно от Микеле Алборето, който преди това се състезава в Тирел. Макар в някои състезания единия състезател да не се класира за самото състезание, Ларус финишира сезона на 15-а позиция с 1 точка. Ларус продава 50% от своите акции на японската компания „Еспо“ и Агури Сузуки е нает като съотборник на Бернар за сезон 1990.

### 1990
Сезон 1990 се оказва най-добрия сезон в цялата история на отбора, въпреки че трябва да преминава преквалификационните сесии. Тимът печели 3-то място в ГП на Япония с Агури Сузуки. Дотогава най-доброто постижение е 4-то място на Бернар във Великобритания. След края на сезона доставчика на двигатели Ламборгини напуска отбора и отборът е принуден да използват клиентски двигатели Форд, доработени от Браян Харт, за сезон 1991. Освен това отборът е изхвърлен от класирането при конструкторите, след като от екипа правят административна грешка да запишат шасито като свое, а всъщност е проектирано от Лола. Въпреки изключването им от шампионата, Ларус запазват редица привилегии (в това число парите от телевизионни права и транспортни облекчения), както и директно участие в квалификациите за следващия сезон.

### 1991
Сузуки и Бернар остават и за сезон 91, но повечето спонсори си тръгват. Само 3 пъти кола на отбора стига до финала, като най-доброто им класиране са две 6 места. Финансовите им проблеми се задълбочават, след като отборът не успява да плати на Браян Харт и Лола.

## Шасита Вентури (1992)
За сезон 1992 са наети Бертран Гашо, който се състезава за отбора след освобождаването му от затвора, и Укио Катаяма. Жерар Ларус продава 65% от отбора си на автомобилната компания Вентури, които от своя страна през септември продават дяла си на консорциума Комсток, начело с Райнер Валдорф. Валдорф (всъщност се оказва псевдоним, а истинското му име е Клаус Волц) е издирван от немската и френската полиция в подозрение, че е участвал в убийството на 4-ма души и кражба на луксозни коли. След 9-часова престрелка в немски хотел, Волц е застрелян и умира.

## Шасита Ларус (1993 – 1994)

### 1993
За сезон 1993 Ларус сами си конструират шаситата, като до този момент шаситата им се правили от трета страна. Алио се завръща в отбора, а негов съотборник е Ерик Комас, който идва от Лижие. Сезонът се оказва провал – единствените влизания в точките са на Алио в Сан Марино и на Комас в Италия. Тимът губи и двигателите Ламборгини, които напускат Формула 1 след неуспешен опит за сделка с Макларън за доставка на двигатели.

### 1994
Тимът е реорганизиран отново за сезона. Като партньори са привлечени швейцарски холдинг, начело с бившия пилот от Формула 1 Патрик Тамбей, компанията за млечни продукти Данон и бирената компания Кроненбург. Тимът получава клиентските двигатели на Форд, след като не успяват да привлекат Пежо да им доставя двигатели. Оливие Берета замества Алио като съотборник на Комас. Две шести места на Комас са единствените влизания в зоната на точките за тима. Във втората половина на сезона бившите пилоти на отбора Алио и Далмас, както и новаците Хидеки Нода и Жан-Дени Делетраз регистрират участие с отбора си.

## Разпадане
Робин Хърд разработва кола за сезон 1995, но парите свършват. В опит да спаси отбора от фалит, Жерар Ларус се опитва да слее отбора с отбора от Формула 3000 ДАМС, но преговорите се провалят. Носят се слухове, че заради забраната на реклама на алкохол и цигари във Франция (законът Еван) не се е стигнало до сделка. Все пак е направен опит за младежки отбор с млади френски пилоти, но няма средства и Ларус е принуден да закрие отбора си. Все пак отборът е регистриран за сезона, но не участва в нито един старт.